# Евенська мова
Еве́нська мо́ва (ламутська) — мова евенів, близька до евенкійської, нанайської, удегейської. Належить до тунгусо-маньчжурської групи.

## Граматична будова евенської мови
За граматичною будовою належить до мов суфіксально-аґлютинативного типу. В ольській говірці виділяють 18 приголосних і до 20 голосних фонем (зокрема довгі голосні, а також дифтонгоїди іа, іє). Наявний палатальний і лабіальний сингармонізм. В іменнику 13 відмінків. Розгалужена система присвійних форм (особових, зворотних, зі значенням відчуджуваної присвійності). За особливостями відмінювання відрізняють дієслова активної дії, стану та початкові.
Наявні понад 15 видових і 6 станових форм дієслова, 6 форм дієприкметників і 8 форм Дієприслівників, заперечні та запитальні дієслова. Означення ставиться перед означуваним словом й узгоджується з ним за числом і відмінком.

## Мовний вплив на евенську мову
У лексиці західних говірок відображено якутський і юкагирський, а в говірках Камчатки — корякський мовний вплив; від XVII століття в евенську мову почала проникати російська лексика. Писемність створено 1932 на латинській графічній основі, від 1937 — на основі російської абетки.

## Носії евенської мови
Близько 7 000 носіїв із етнічної популяції в 17 200 осіб. Розповсюджений на узбережжі Охотського моря, а також прилеглих районах Якутії та Магаданської області. Живуть локальними групами в Якутії (8 670 осіб), Магаданській області (3 770 осіб), Чукотському (1 340 осіб) і Корякському АО (713 осіб), Камчатській області (1 490 осіб) й Охотському районі Хабаровського краю (1 920 осіб).
У процесі розселення з Прибайкалля та Забайкалля до Східного Сибіру евени включили в себе частину юкагирів, згодом були піддані частковій асиміляції якутами. Під впливом якутської мови сформувався західний діалект евенської мови.

## Діалекти евенської мови
Виділяють східний, західний (вплив якутської мови) та середній діалекти з низкою говірок (загалом близько 20 взаємозрозумілих говірок): арманська, камчатська, охотська, ольська (східний діалект, опорна для літературної мови), березовська, момська тощо.
Арманська говірка має особливе становище, зберігає низку архаїчних рис, що зближують її з евенкійською мовою. Іноді виділяється як самостійна мова.

## Газета евенською мовою
Евенською мовою частково виходить газета «рос. Народовластие»

## Орфографія
| А а | Б б | В в | Г г | Д д | Е е | Ё ё | Ж ж |
| З з | И и | Й й | К к | Л л | М м | Н н | Ӈ ӈ |
| О о | Ө ө | Ӫ ӫ | П п | Р р | С с | Т т | У у |
| Ф ф | Х х | Ц ц | Ч ч | Ш ш | Щ щ | Ъ ъ | Ы ы |
| Ь ь | Э э | Ю ю | Я я |     |     |     |     |